# اشتباكات مايو 1994 بين الحزب الديمقراطي الكردستاني والاتحاد الوطني الكردستاني
كانت اشتباكات مايو 1994 بين الحزب الديمقراطي الكردستاني والاتحاد الوطني الكردستاني  هي بداية العنف في الحرب الأهلية في كردستان العراق التي دارت رحاها بين عامي 1994 و1997 في كردستان العراق بين الحزب الديمقراطي الكردستاني والاتحاد الوطني الكردستاني. خلفت الاشتباكات نحو 300 شخص. شهدت الاشتباكات استيلاء الاتحاد الوطني الكردستاني على بلدتي شقلاوة وجمجمال من الحزب الديمقراطي الكردستاني.